# Barend Veenendaal

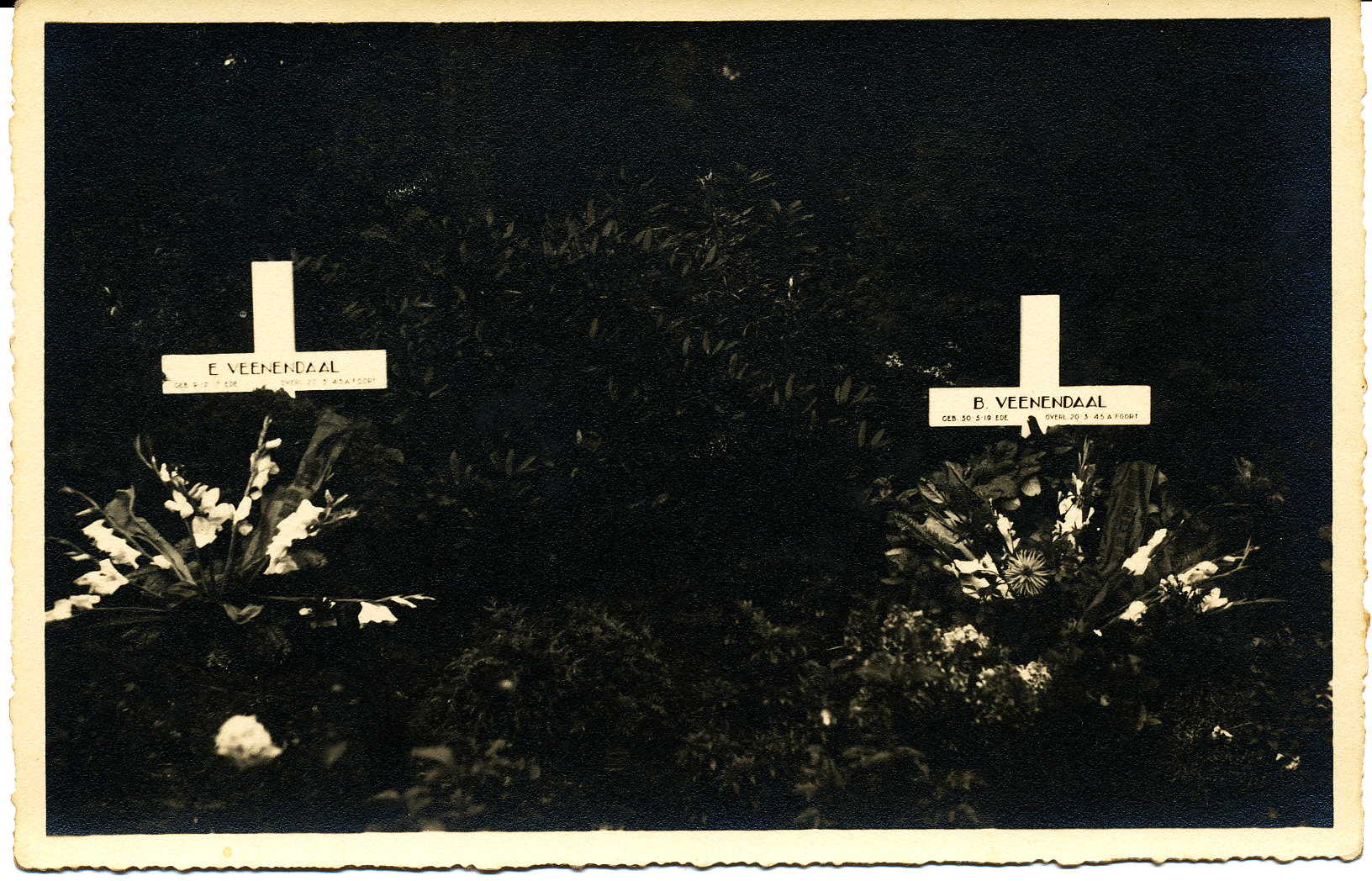
Tijdelijke graven van Barend en Elbert Veenendaal in Amersfoort

Barend Veenendaal (Ede, 30 mei 1919 – Amersfoort, 20 maart 1945) was een Nederlands verzetsstrijder.

## Levensloop
Veenendaal bezocht de Paasbergschool in Ede. Hij was een uitstekende leerling en mocht zelfs een klas overslaan. Toch verliet hij vroeg de schoolbanken en ging aan de slag als huisschilder in het schildersbedrijf van Menno de Nooij. In oktober 1938 werd hij opgeroepen voor militaire dienst. Na de Duitse inval raakte hij in krijgsgevangenschap, maar keerde in juni 1940 al weer terug in zijn woonplaats, waar hij het werk bij De Nooij weer oppakte. Rond 1943 werd hij opgeroepen voor de arbeitseinsatz in Duitsland. In reactie daarop dook hij enige tijd onder in Wehl in de Achterhoek.
Medio 1943 keerde Veenendaal terug in Ede, waar hij evenals zijn broer Elbert, betrokken raakte bij de verzetsgroep van De Nooij die deel uitmaakte van de Landelijke Organisatie voor Hulp aan Onderduikers. Zij zorgde ervoor dat onderduikers over voldoende eten en bonkaarten beschikte. Daarnaast stond Veenendaal in contact met wachtmeester Herikhuizen, die werkzaam was op het kantoor van de Ortskommandant. Via hem ontving hij voor het verzet relevante informatie.
Kort na de voor de geallieerden verloren Slag om Arnhem stond het Edese verzet in contact met het bevrijde deel van de Betuwe. Zij gaven de locaties door van Duitse stellingen. Op woensdag 27 september 1944 waarschuwde Veenendaal de bewoners in de buurt van de Driesprong aan de noordkant van Ede over een op handen zijnde Engels bombardement.
Op 2 maart 1945 namen beide broers deel aan een wapendropping nabij Lunteren. Een paar dagen later werd er vanuit Engeland de vraag gesteld of het veilig was op dezelfde plek opnieuw een dropping te houden. Dat was niet het geval, want na de dropping werden de broers-Veenendaal en zestien anderen aangehouden in de buurt van de kruising van de Goorsteeg en Hessenweg nabij Lunteren. Henk Veenendaal had er bij zijn broers Elbert en Barend op aangedrongen ook mee te mogen gaan, maar de broers hadden dat geweigerd.
De Veenendaals en de anderen werden de eerste dagen vastgehouden op De Wormshoef in Lunteren, voordat ze op transport naar Kamp Amersfoort werden gezet. Op 14 maart 1945 was in Amersfoort de "foute" politieman Diederik Lutke Schipholt door het verzet doodgeschoten. Als vergeldingsmaatregel werden Barend en Elbert Veenendaal zes dagen later samen met acht anderen gefusilleerd.
Na de oorlog werden de lichamen van beide broers bijgezet in Het Mausoleum in Ede.